# Trường Sơn, Nông Cống
Trường Sơn là một xã thuộc huyện Nông Cống, tỉnh Thanh Hóa, Việt Nam.

## Địa lý
Xã Trường Sơn là trung tâm tiểu vùng IV của huyện Nông Cống, cách trung tâm huyện 10 km về phía đông nam, có vị trí địa lý:
- Phía đông giáp xã Trường Giang
- Phía tây giáp xã Trường Minh
- Phía nam giáp xã Tượng Văn
- Phía bắc giáp xã Trường Trung.

Xã Trường Sơn có diện tích 5,82 km², dân số năm 2021 là 4.285 người, mật độ dân số đạt 736 người/km².

## Hành chính
Xã Trường Sơn được chia thành 7 thôn: Văn Đô, Bất Nộ, Kim Phú, Thọ Sơn, Yên Minh, Thành Liên, Trung Yên.

## Lịch sử
Năm 1947, huyện Tĩnh Gia thành lập hai xã lớn là xã Tượng Lĩnh ở phía nam và xã Trường Văn ở phía bắc. Xã Trường Văn gồm 10 làng, xã nhỏ.
Ngày 7 tháng 5 năm 1954, Uỷ ban hành chính – khu vực tỉnh Thanh Hóa ban hành Quyết định số 106-CT/UBTH. Theo đó, xã Trường Văn được tách ra làm 4 xã gồm: Trường Sơn, Trường Giang, Trường Trung, Trường Minh. Lúc này xã Trường Sơn có 11 xóm. 
Ngày 16 tháng 12 năm 1964, Hội đồng Chính phủ ban hành Quyết định 177-CP sáp nhập xã Trường Sơn của huyện Tĩnh Gia sáp nhập vào huyện Nông Cống quản lý.

## Kinh tế
Có các doanh nghiệp tư nhân làm ăn rất phát triển phải kể đến CTTNHH một thành viên Thực Hà, Minh Hải, Long An. Đã góp phần thay đổi bộ mặt kinh tế cho xã nhà. Hiện nay Xã đang tiến hành xây dựng khu liên hợp thể thao, văn hóa tại trung tâm xã (trên nền đất trước đây là chợ Trường sơn). Bộ mặt quê hương Trường Sơn nay đã thay da đổi thịt.